# Rad (mértékegység)
A rad az elnyelt sugárdózis mértékegysége, amit az 1 rad = 0,01 Gy = 0,01 J/kg képlettel határoznak meg. Eredetileg CGS-egységekben határozták meg 1953-ban, mint a dózist, mely 100 erg energia 1 grammban való elnyelését jelenti. Használatát felváltotta a SI-mértékegységrendszerből származó gray (Gy) és az abból származtatott egységek, azonban az Egyesült Államokban továbbra is alkalmazzák, bár használata "erősen ellenjavallott" az Egyesült Államok Szabványügyi és Technológiai Intézetének a szerzőknek szóló, stílussal kapcsolatos útmutatásának 5.2-es fejezete alapján. A sugárzásnak való kitettség mérésére szolgáló kapcsolódó mértékegység a röntgen. A röntgen és a rad közötti átváltásra az F-faktor használatos.
A sugárzást elnyelő anyag lehet emberi szövet, szilícium mikrochip vagy bármilyen más anyag (például levegő, víz, ólomárnyékolás stb.).

## Fordítás
Ez a szócikk részben vagy egészben  a   Rad (unit) című angol Wikipédia-szócikk ezen változatának fordításán alapul.  Az eredeti cikk szerkesztőit annak laptörténete sorolja fel. Ez a jelzés csupán a megfogalmazás eredetét és a szerzői jogokat jelzi, nem szolgál a cikkben szereplő információk forrásmegjelöléseként.